# 被劫持的歐羅巴 (提香)
《被劫持的歐羅巴》（The Rape of Europa）是文藝復興時期的威尼斯畫家提香的作品，繪於1560年至1562年之間。現收藏於波士頓伊莎貝拉嘉納藝術博物館。
《被劫持的歐羅巴》描繪希臘神話中歐羅巴被宙斯劫走的故事。在神話中，宙斯化為一隻牛，強行把歐羅巴背到背上往克里特島奔去。在那裡，歐羅巴成為克里特女王。提香繪製此畫的靈感來源很可能是奧維德所著的《變形記》。